# Liga dos Campeões da CONCACAF de 2010–11 – Fases Finais

## Quartas de finais
Todos os horários são do fuso UTC-5

### Jogos de ida
| 22 de fevereiro de 2011 | Columbus Crew | 0 – 0     | Real Salt Lake | Columbus Crew Stadium, Columbus          |
| 20:00                   |               | Relatório |                | Público: 4,665 Árbitro: EUA Jair Marrufo |

| 22 de fevereiro de 2011 | Cruz Azul                | 2 – 0     | Santos Laguna | Estadio Azul, Cidade do Mexico               |
| 22:00                   | Orozco 58' · Giménez 68' | Relatório |               | Público: 14,062 Árbitro: MEX Paul Delgadillo |

| 23 de fevereiro de 2011 | Toluca | 0 – 1     | Monterrey       | Estadio Nemesio Díez, Toluca                  |
| 20:00                   |        | Relatório | O. Martínez 82' | Público: 11,236 Árbitro: MEX Francisco Chacón |

| 24 de fevereiro de 2011 | Saprissa   | 1 – 0     | Olimpia | Estadio Ricardo Saprissa Aymá, San José   |
| 20:00                   | Alonso 23' | Relatório |         | Público: 12,344 Árbitro: GUA Walter Lopez |

### Jogos de volta
| 1 de março de 2011 | Santos Laguna | 1 - 3     | Cruz Azul                    | Nuevo Estadio Corona, Torreón                      |
| 20:00              | Benítez 71'   | Relatório | Villa 37', 53' · Giménez 50' | Público: 25,000 Árbitro: MEX Roberto Garcia Orozco |

Cruz Azul venceu por 5 – 1 no placar agregado.
| 1 de março de 2011 | Real Salt Lake                                  | 4 - 1     | Columbus Crew | Rio Tinto Stadium, Sandy                 |
| 22:00              | Saborío 23' · Morales 36', 77' · Williams 90+5' | Relatório | Mendoza 49'   | Público: 15,405 Árbitro: EUA Mark Geiger |

Real Salt Lake venceu por 4 – 1 no placar agregado.
| 2 de março de 2011 | Monterrey   | 1 - 0     | Toluca | Estadio Tecnológico, Monterrey                              |
| 20:00              | Cardozo 88' | Relatório |        | Público: 22,000 Árbitro: MEX Marco Antonio Rodríguez Moreno |

Monterrey venceu por 2 – 0 no placar agregado.
| 3 de março de 2011 | Olimpia   | 1 - 2     | Saprissa                 | Estadio Tiburcio Carias Andino, Tegucigalpa |
| 20:00              | Rojas 53' | Relatório | Alonso 26' · Cordero 63' | Público: 20,000 Árbitro: ELS Joel Aguilar   |

Saprissa venceu por 3 - 1 no placar agregado

## Semifinais
Todos os horários são do fuso UTC-4

### Jogos de ida
| 15 de março de 2011 | Real Salt Lake             | 2 - 0     | Saprissa | Rio Tinto Stadium, Sandy                       |
| 22:00               | Saborío 9' · Espíndola 56' | Relatório |          | Público: 16,888 Árbitro: SUR Enrico Wijngaarde |

| 16 de março de 2011 | Monterrey                 | 2 - 1     | Cruz Azul  | Estadio Tecnológico, Monterrey               |
| 22:00               | Cardozo 10' · Santana 56' | Relatório | Cortés 49' | Público: 22,469 Árbitro: MEX Paul Delgadillo |

### Jogos de volta
| 5 de abril de 2011 | Saprissa                         | 2 – 1     | Real Salt Lake | Estadio Ricardo Saprissa Aymá, San José                     |
| 22:00              | L. Cordero 46' · Solís 87' (pên) | Relatório | Olave 61'      | Público: 21,065 Árbitro: MEX Marco Antonio Rodríguez Moreno |

Real Salt Lake venceu por 3 – 2 no placar agregado.
| 6 de abril de 2011 | Cruz Azul    | 1 – 1     | Monterrey       | Estadio Azul, Cidade do México                |
| 20:00              | Villaluz 23' | Relatório | Suazo 81' (pên) | Público: 24,574 Árbitro: MEX Francisco Chacón |

Monterrey venceu por 3 – 2 no placar agregado.

## Finais

### Jogo de ida
| 20 de abril de 2011 | Monterrey                        | 2 - 2 | Real Salt Lake             | Estadio Tecnológico, Monterrey            |
| 22:00               | de Nigris 18' · Suazo 63' (pen.) |       | 35' Borchers · 89' Morales | Público: 30,247 Árbitro: ELS Joel Aguilar |

### Jogo de volta
| 27 de abril de 2011 | Real Salt Lake | 0 - 1     | Monterrey | Rio Tinto Stadium, Sandy                    |
| 22:00               |                | Relatório | Suazo 45' | Público: 20,738 Árbitro: PAN Roberto Moreno |

Monterrey venceu por 3 – 2 no placar agregado.